# Harrison Soccer Club
Harrison Soccer Club, também conhecido como Harrison FC, foi um clube americano de futebol  fundado como o amador Erie Athletic Association Football Club, que jogava na National Association Foot Ball League. Como Erie AA, o clube era baseado em Kearny, Nova Jérsei.

## História
Em 1921, o clube mudou seu nome para Harrison SC quando se tornou um membro fundador da American Soccer League profissional e jogou suas partidas em casa no Harrison Field.
A equipe venceu a New Jersey State Cup em 1920 e 1922.